# مواضع سیاسی جو بایدن
جو بایدن، رئیس‌جمهور ایالات متحده، از ۲۰۰۹ تا ۲۰۱۷ به عنوان معاون رئیس‌جمهور و از ۱۹۷۳ تا ۲۰۰۹ در سنای ایالات متحده فعالیت کرد.او که یکی از اعضای حزب دموکرات است، برای دومین بار در سال ۲۰۰۸ برای ریاست جمهوری نامزد شد، بعدتر باراک اوباما نامزد دموکرات ریاست جمهوری او را به عنوان جفت انتخاباتی خود اعلام کرد. وی در سال ۲۰۰۸ به عنوان معاون رئیس‌جمهور انتخاب شد و در سال ۲۰۱۲ دوباره به این سمت انتخاب شد. در آوریل ۲۰۱۹، بایدن مبارزات انتخاباتی خود را برای ریاست جمهوری سال ۲۰۲۰ اعلام کرد. وی در آوریل ۲۰۲۰ کاندیدای مقدر حزب دموکرات شد به‌طور رسمی از طرف حزب دموکرات در اوت ۲۰۲۰ به عنوان نامزد حزب معرفی شد و در انتخابات نوامبر ۲۰۲۰ دونالد ترامپ، رئیس جمهوری وقت جمهوریخواه را شکست داد.
در طول کار خود، بایدن را معمولاً متعلق به جریان اصلی حزب دموکرات می‌دانستند. بایدن به عنوان چپ میانه توصیف شده و خود نیز خودش را چنین توصیف کرده‌است. چهره‌های چپگراتر مانند برنی سندرز از بایدن به دلیل عدم پذیرش Medicare for All یا Green New Deal انتقاد کرده‌اند. سیاست‌های بایدن بر نیازهای طبقه متوسط و طبقه کارگر آمریکایی تأکید می‌کند و حمایت سیاسی این گروه‌ها را جلب کرده‌است. مفسران و ناظران مختلف دیدگاه‌ها و پیشنهادهای بایدن را به پوپولیسم امثال تد کندی، که بایدن از او به عنوان مربی خود یاد کرده، و به دموکراسی مسیحی اروپای قاره ای مانند کرده‌اند.

## سیاست داخلی
بایدن از افزایش حداقل دستمزد در آمریکا حمایت می‌کند. او همچنین خواستار افزایش مالیات بر سود سرمایه‌گذاری، رایگان‌سازی دانشگاه‌های دولتی و بازسازی دولتی زیرساخت‌های جاده‌ای و انرژی است.

## سیاست خارجی

### ایران
بایدن خواستار ازسرگیری روابط ایران و آمریکا بوده و با تغییر رژیم مخالف است. او پس از انتخابات ۱۳۸۸ ایران انتقاداتی را مطرح کرد، اما بیان داشت آمریکا به سیاست مذاکره ادامه می‌دهد.
بایدن به عنوان معاون رئیس‌جمهور وقت آمریکا در زمان امضای برجام، از حامیان آن بود و بعد از خروج دونالد ترامپ از این توافق، او را سرزنش کرد. او در ادامه «رسیدن به توافق بهتر» را توهم خواند و گفت برای رسیدن به برجام «چندین سال فشار تحریم، دیپلماسی دقیق و حمایت جامعه جهانی» صرف شده‌است.
بعد از کشته‌شدن قاسم سلیمانی توسط ترامپ در ۱۳ دی ۱۳۹۸، جو بایدن در بیانیه‌ای گفت «هیچ آمریکایی برای مرگ قاسم سلیمانی عزاداری نخواهد کرد. او به دلیل جنایت‌هایش علیه نیروهای آمریکایی و هزاران غیرنظامی بی‌گناه در منطقه، مستحق روبرو شدن با عدالت بود. او طرفدار وحشت بود و تخم هرج و مرج می‌کاشت.»
در ۲۴ شهریور ۱۳۹۹، بعد از اعدام نوید افکاری توسط نظام جمهوری اسلامی، بایدن در توئیتی نوشت که «اعدام ظالمانهٔ نوید افکاری یک مضحکه است، هیچ کشوری نباید معترضان مسالمت آمیز را دستگیر، شکنجه یا اعدام کند.» او از سیاست‌های ترامپ در قبال رژیم حاکم بر ایران انتقاد کرد و وعده داد در صورت پیروزی در انتخابات حکومت جمهوری اسلامی را بخاطر نقض حقوق بشر مانند اعدام نوید افکاری و حبس زندانیان سیاسی مثل نسرین ستوده مجبور به پاسخگویی کند.

### عراق
جو بایدن به عنوان سناتور به اجازهٔ بوش در به‌کارگرفتن نیروی نظامی علیه عراق رأی مثبت داد. او در سال ۲۰۰۶ پس از افزایش خشونت‌ها در عراق، طرحی بر مبنای فدرال کردن عراق و تقسیم آن به سه بخش کردنشین، شیعه‌نشین و سنی‌نشین مطرح کرد. این طرح با مخالفت دولت جرج دابلیو بوش مواجه شد.

### اسرائیل

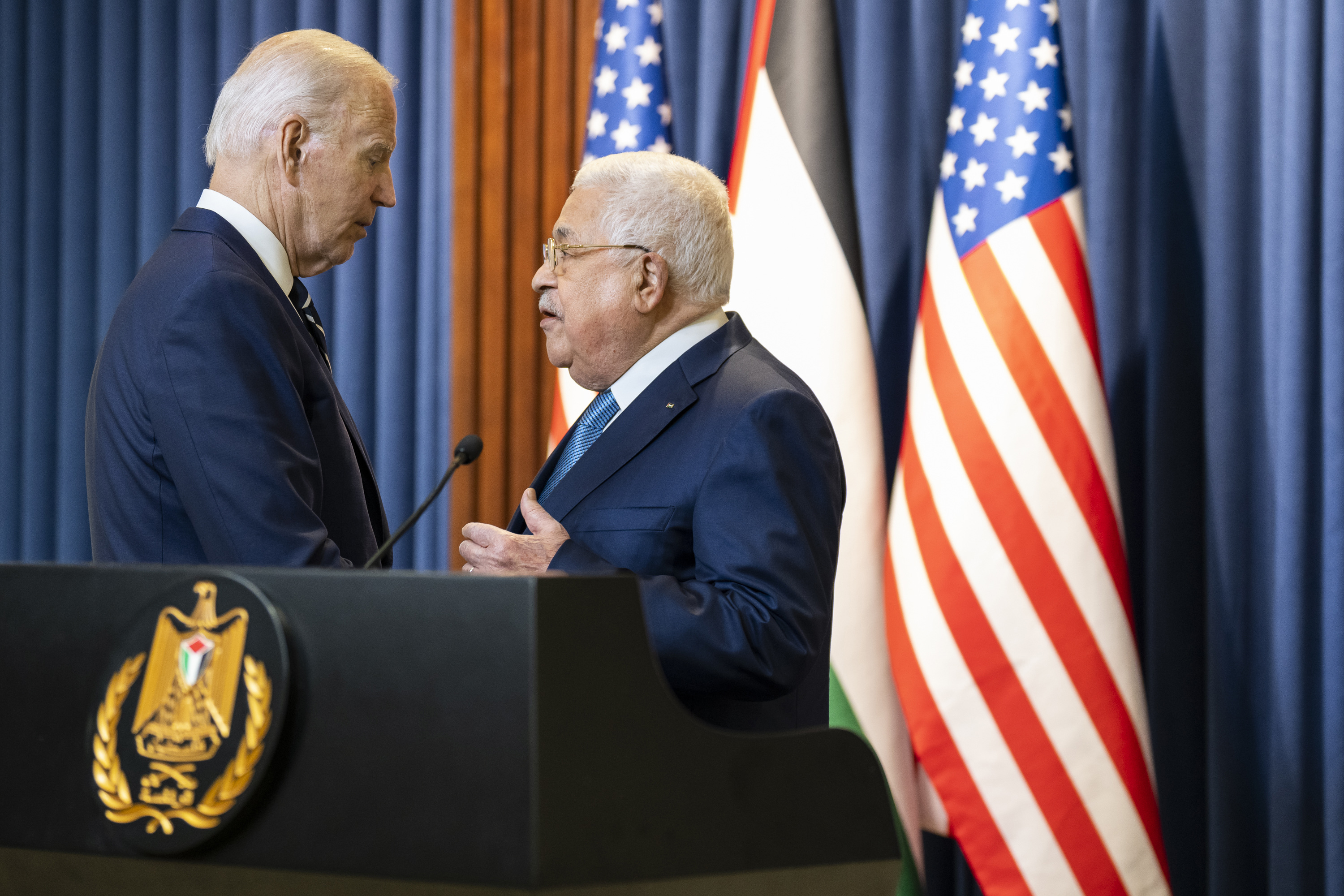
محمود عباس رئیس جمهور فلسطین و بایدن

بایدن به شبکه اول تلویزیون اسرائیل گفت: «من یک کاتولیک معتقد هستم، و مانند هر کاتولیک، سرسختانه بر این اصل پای می‌فشارم که یک کاتولیک خوب قبل از آنکه مسیحی باشد، باید یک یهودی خوب باشد و من نیز پیش از آنکه مسیحی باشم خود را یک یهودی می‌دانم، و نه تنها این، بلکه افتخار دارم که بگویم که من یک صهیونیست هستم و به صهیونیست بودن خود افتخار می‌کنم و به وجود اسرائیل و ملی‌گرایی یهودیان سخت پای بندم».

### افغانستان
بایدن به‌طور تلویحی راه‌حل فدرالیسم را برای افغانستان پیشنهاد داده‌است. او می‌گوید: «وقتی که پاکستان سه استان افغانستان را در شرق کشور کنترل می‌کنند، افغانستان را نمی‌توانیم درست کنیم. درست شدنی نیست.» بایدن معتقد است سربازان آمریکایی باید از افغانستان به پاکستان انتقال پیدا کنند و از آن‌جا «عملیات‌های ضدتروریستی» خود را پیگیری کنند.